# マカオの交通

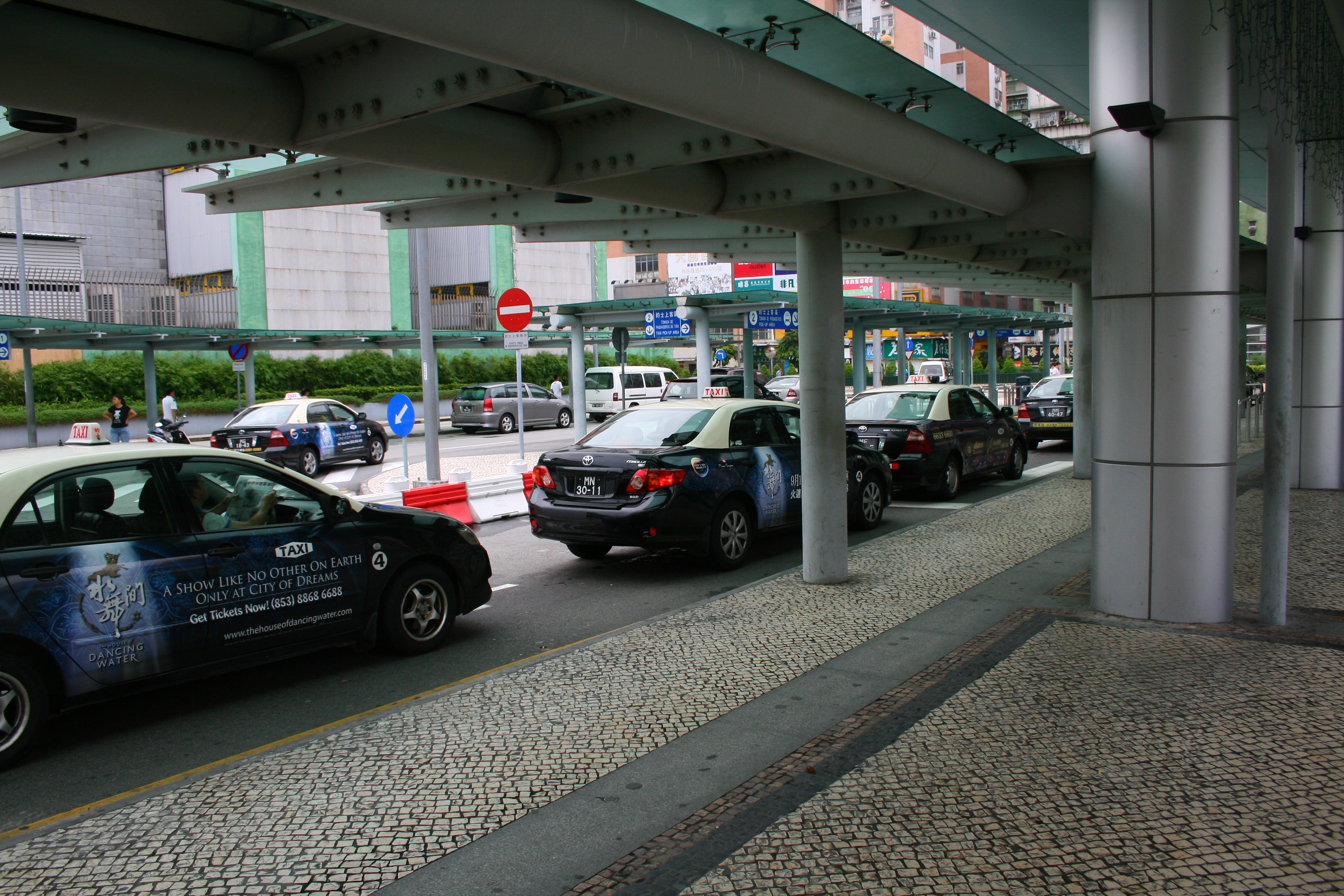
マカオのタクシー

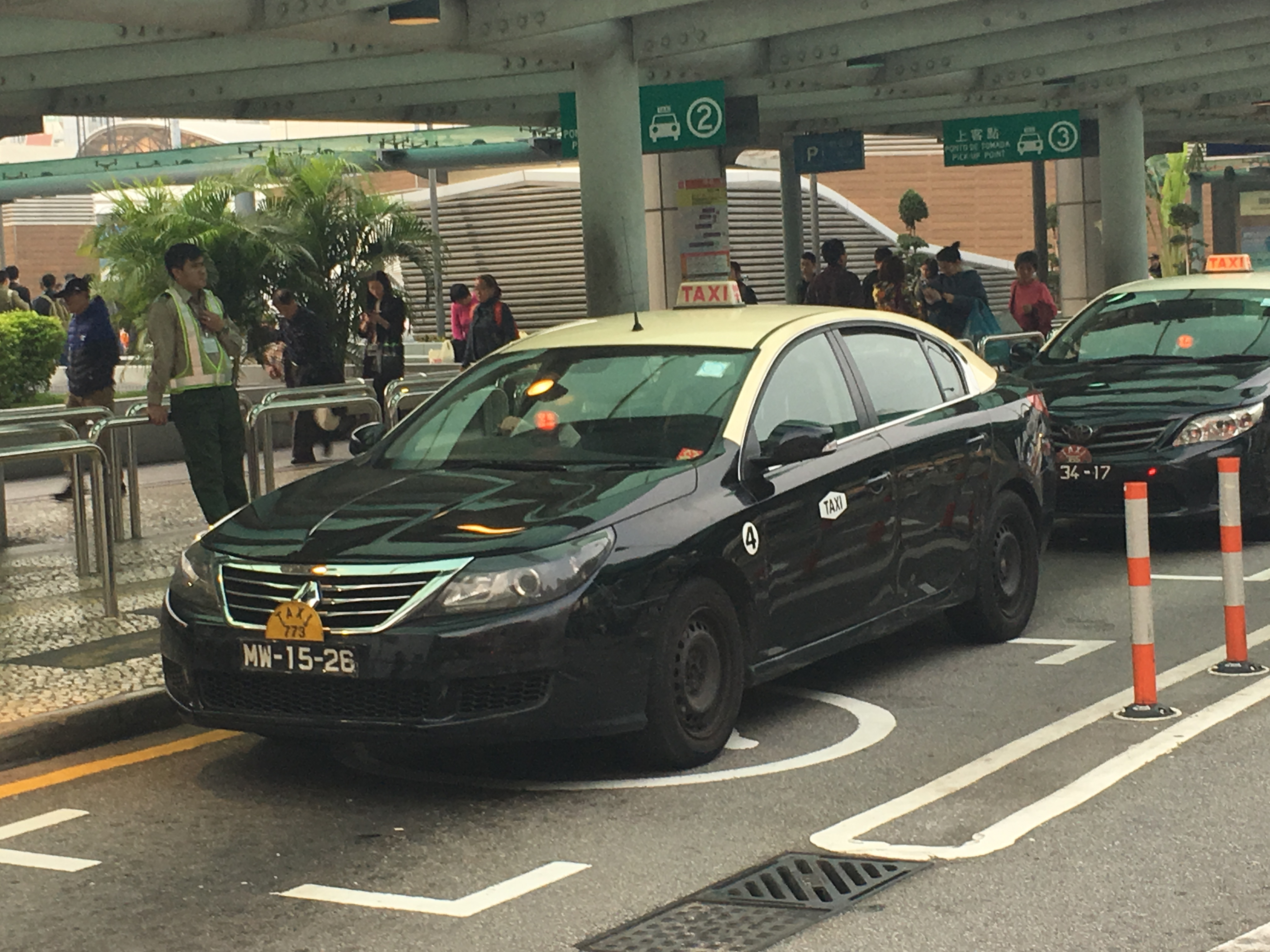
マカオの個人タクシー

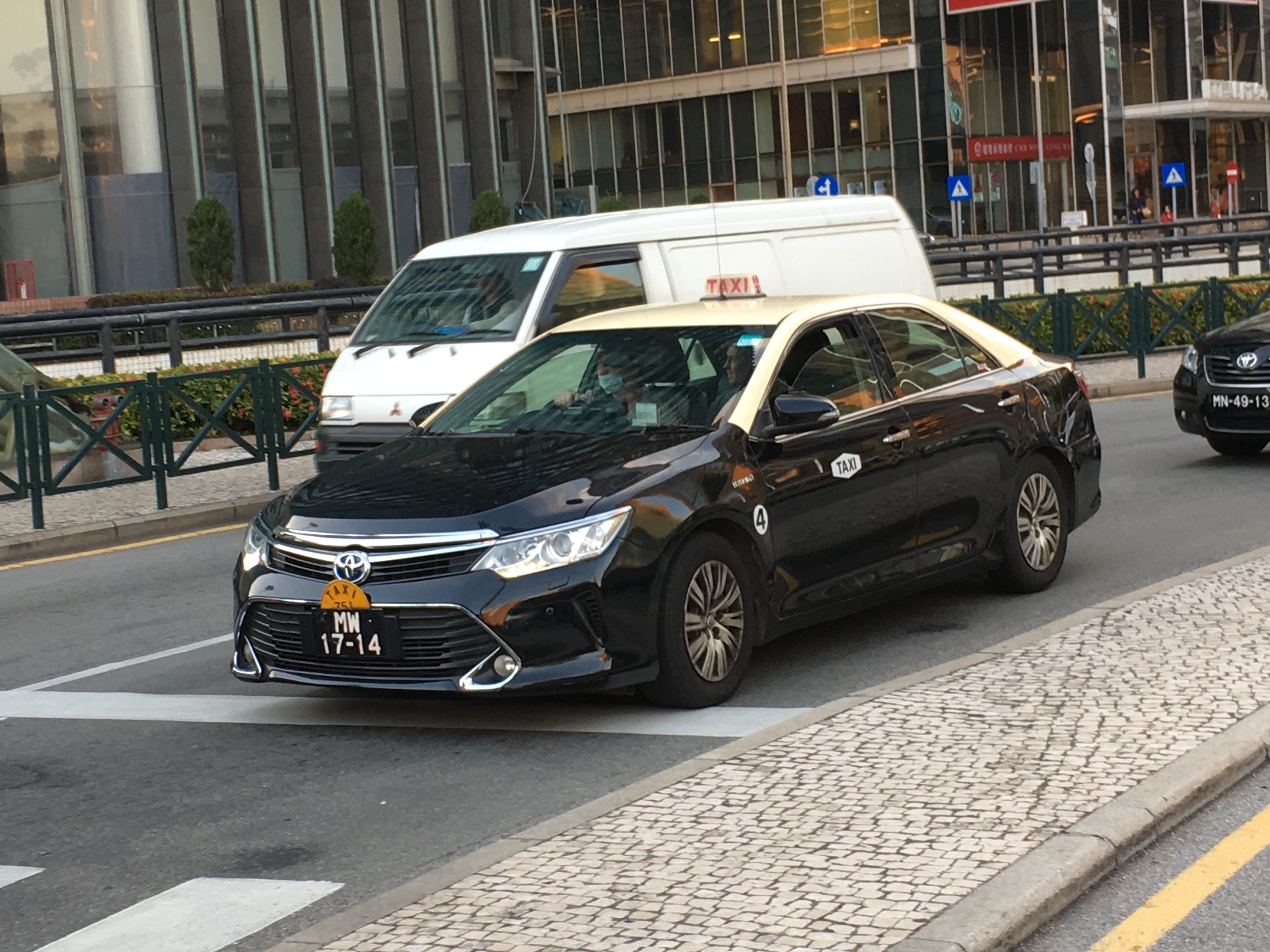
マカオの個人タクシー

この項では、マカオの交通について記述する。

## 概要
マカオでは、域内交通に関して、陸上交通は、鉄道設備としてマカオLRTの建設が進められているものの、現状は自動車に頼らざるを得ない事情の一方で、28.6 km2（平方キロメートル）という狭隘な領域に約54万人が住み、1万7310人/km2という世界最高級の人口密度を有している状況では、自家用車の利用はあまり合理的ではなく、バスとタクシーの公共交通機関が主流となっている。
なお、マカオでは香港同様に自動車は左側通行となっている。これはかつてポルトガルが左側通行だった頃の名残とされ、また、同一経済圏である香港の車両が流通しやすいことによる。
域外交通は、ボーダーゲート（関閘）及び蓮花大橋において、中華人民共和国珠海市に陸路で出入域が可能であるが、上記の通り域内の移動は公共交通機関で十分であることから徒歩で通過する者がほとんどである。
2018年に香港と繋ぐ港珠澳大橋が完成し、自動車の往来が可能になったが、大多数は橋上を往復するバスによる移動となっている。その他、香港および中国本土各地には、2つのフェリーターミナルからフェリーが就航しており、香港へは定期ヘリコプターも運行されている。
国際空港としてマカオ国際空港があり、中華人民共和国各地、台湾、日本、韓国、フィリピン、マレーシア、ベトナム、タイおよびシンガポールへの定期便が就航している。

## 域内交通

### 道路および橋梁設備

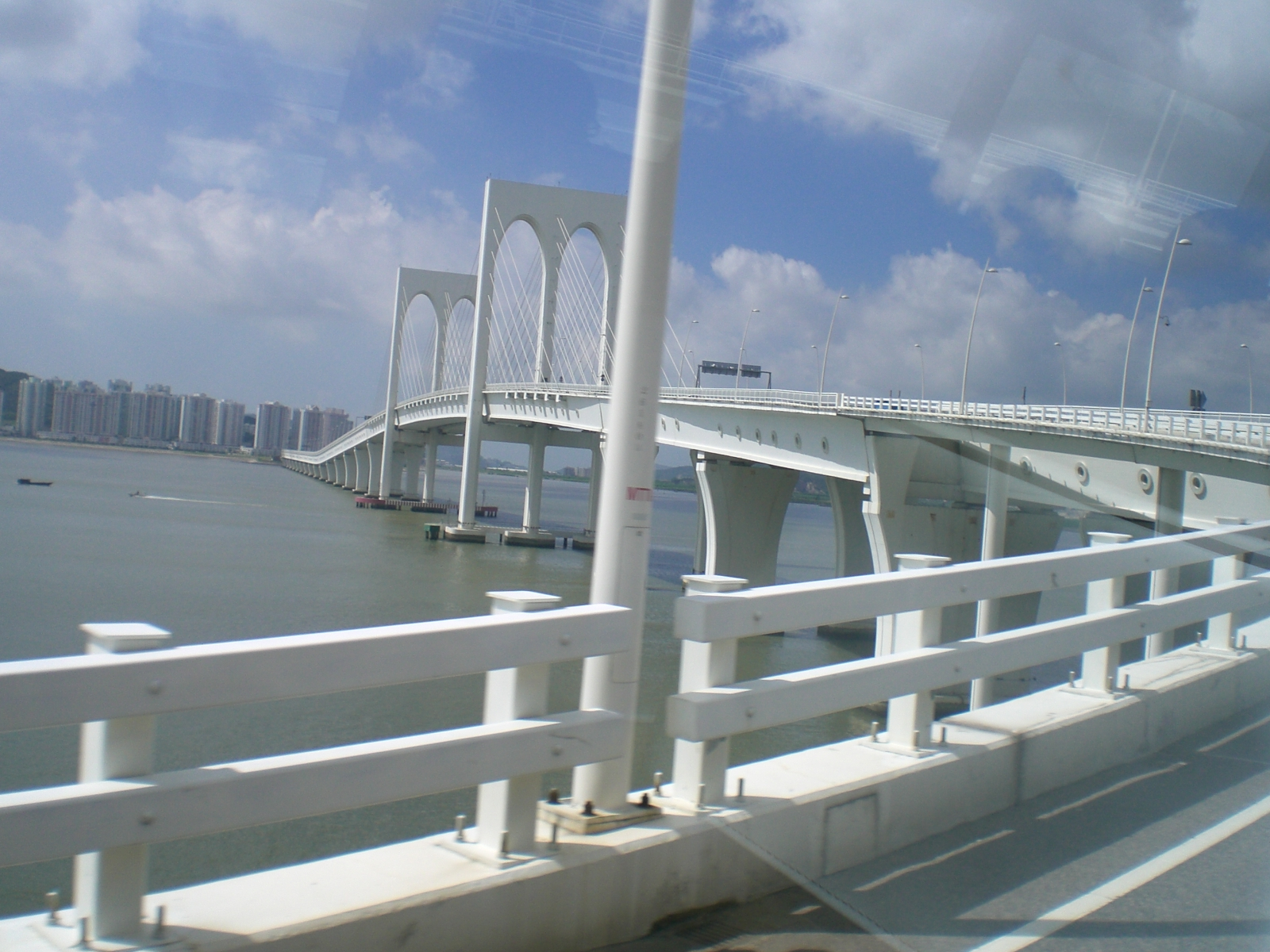
西湾大橋

マカオには、総延長321キロメートルの公道があるが、一般的に道は狭隘で、それに加え、市街中心部では道の両側に駐車している光景がしばしば見られるなど、道路事情は不良である。効率的な公共交通機関の欠如と人口と比較した自動車の数量に起因する交通渋滞は重大な社会問題となっている。
マカオ半島とタイパ島の間は、西から西湾大橋（2004年）、嘉楽庇総督大橋（1974年）、澳門友誼大橋（1994年）および澳門大橋（2024年）の4つの橋が繋いでおり、また、ギア丘陵下にトンネルを通し、半島の東西交通の促進を図っている。
自家用車は総量は多いものの、マカオ域内での利用がほとんどであることを考慮すると、大半の住民にとっては合理的選択とは言えず、鉄道設備は順次建設中である現状では、公共バスとタクシーが主要な日常交通機関となっている。また、市民の足としては、スクーターが重宝されている。

### バスとタクシー

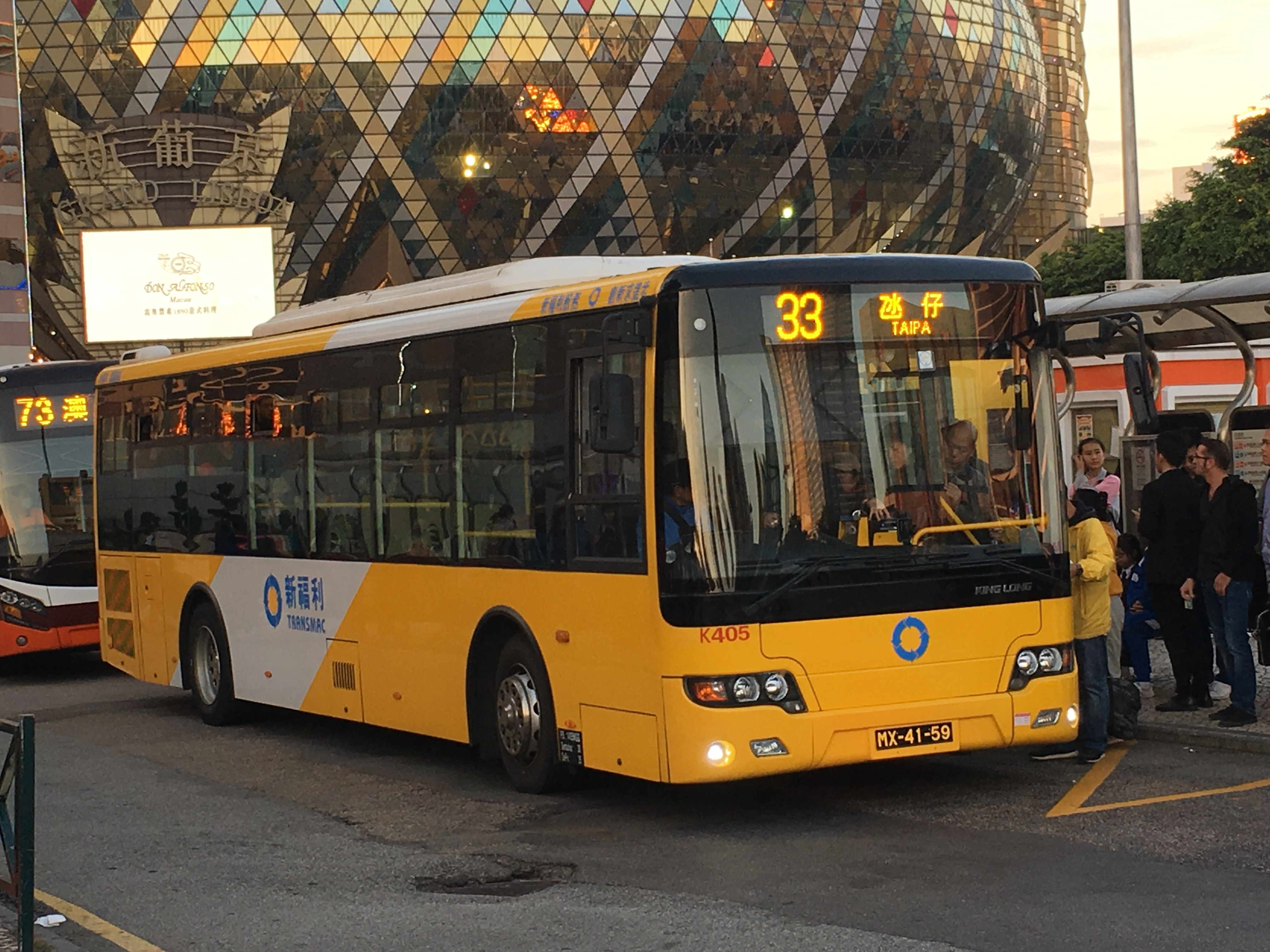
マカオのバス

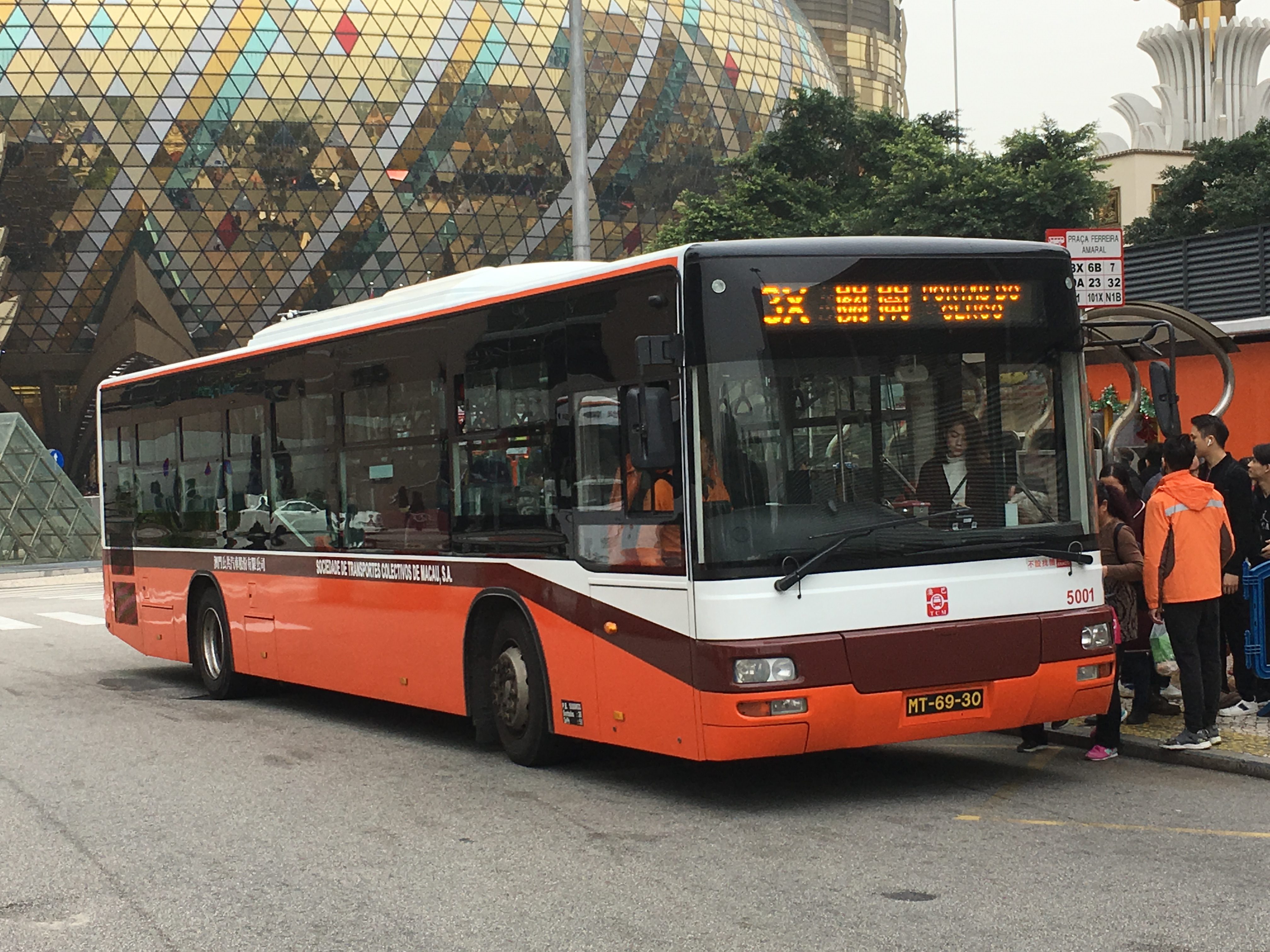
マカオのバス

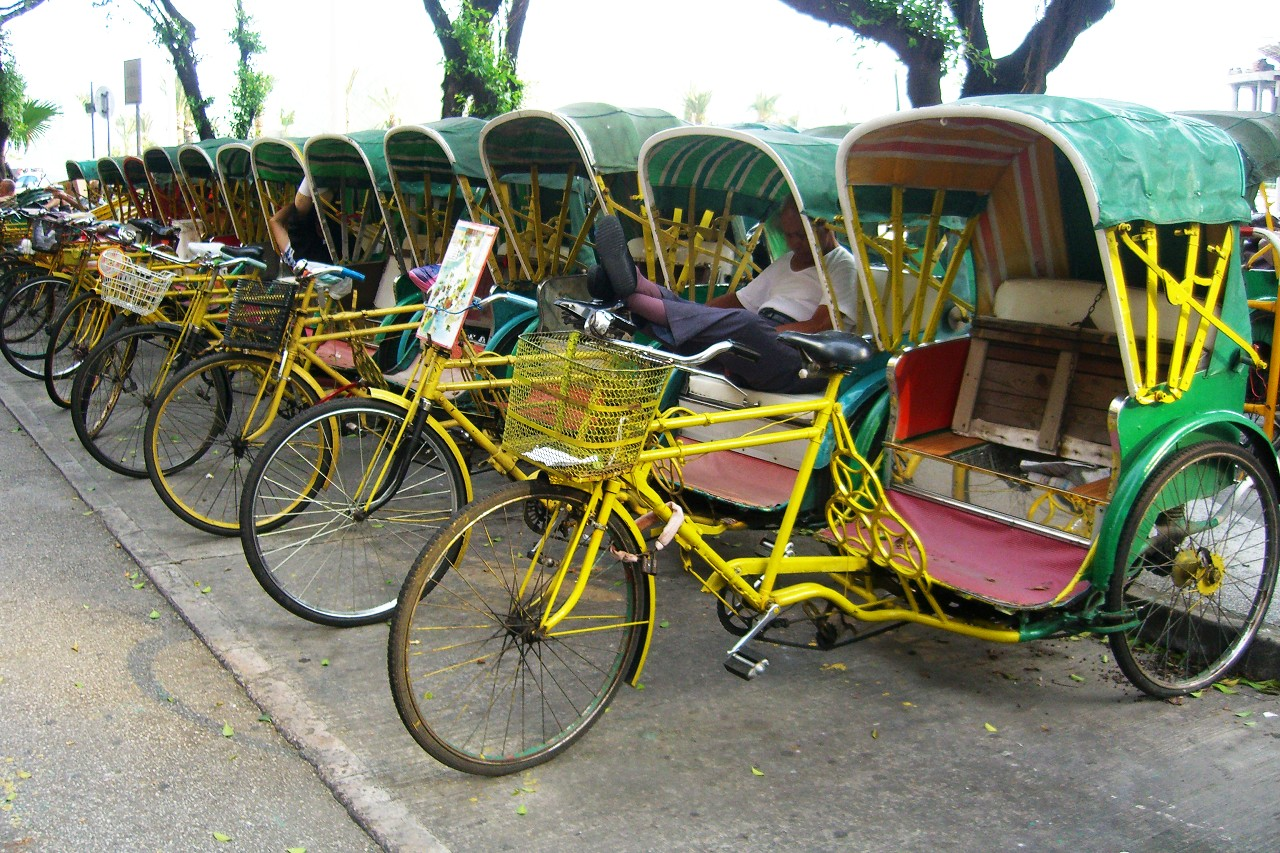
ペディキャブ（自転車タクシー）

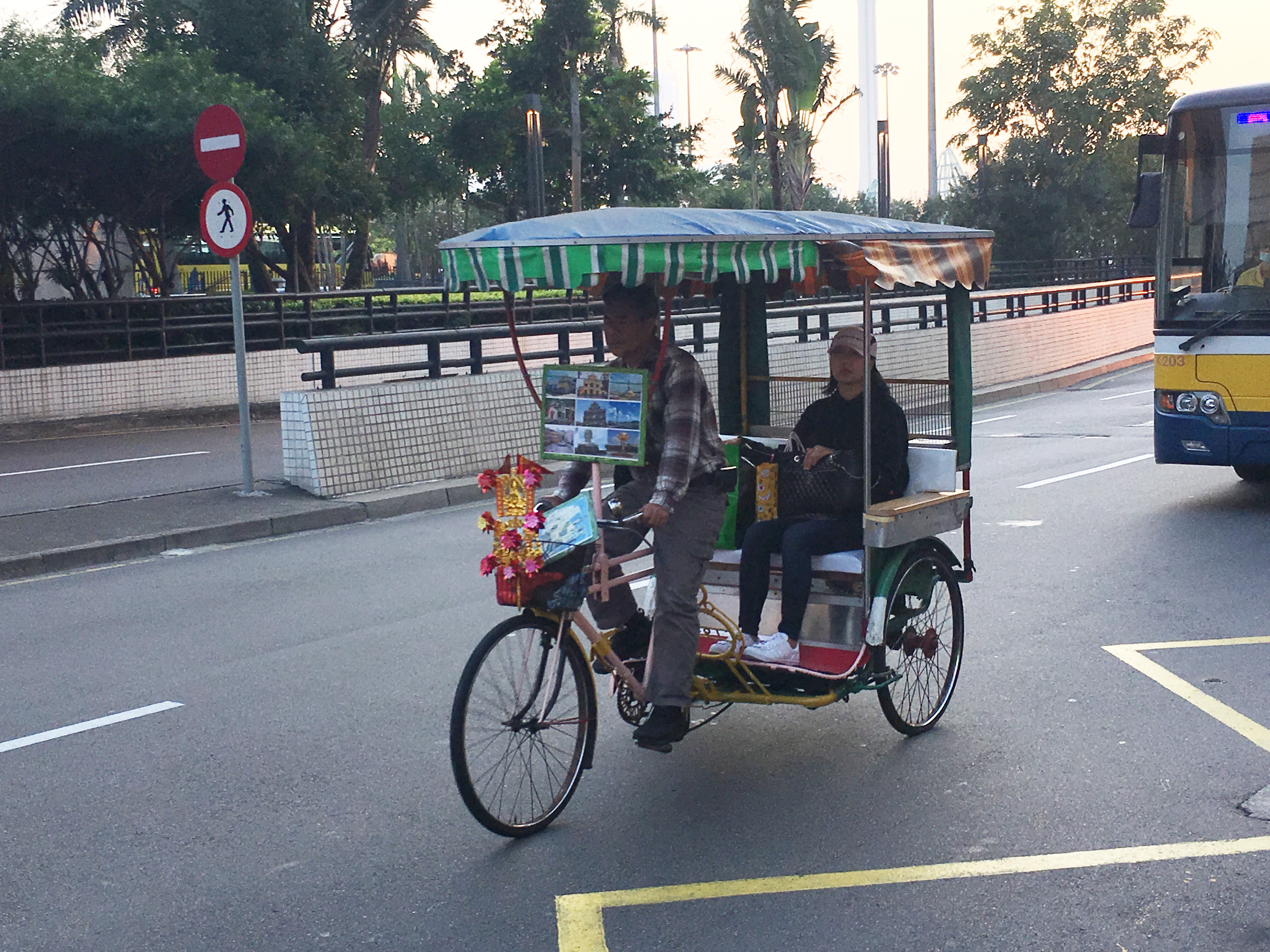
ペディキャブ（自転車タクシー）

公共バスは、マカオ半島、タイパ島、コタイ、コロアネ島の全域を結び頻繁かつ安価に運行されている。澳門新福利公共汽車（新福利、Transmac, Transportes Urbanos de Macau SARL）および 澳門公共汽車（澳巴、TCM, Transportas Companhia de Macau）の2社により路線バスやミニバスの路線が域内を網羅している。なお、これらの路線バスのルートマップなどは全てポルトガル語と広東語の両方で表記されて、バスの車内放送では広東語→ポルトガル語→普通話→英語 の順で案内される。2つのバス会社で利用可能なディポジット方式のバスカード「マカオ・パス」が発行されている。また、主なカジノやホテルが、5分から10分に1本程度の頻度でフェリーターミナルおよびボーダーゲート（関閘）と各カジノの間の無料シャトルバスを運行している。
タクシーが安価な交通手段として市民だけでなく観光客の足として利用されている。しかしながら、利用需要に対し供給は不足気味であり、朝夕の混雑時には拾うことが難しい。シャトルバス終了後の、フェリーターミナルにおいてはフェリー到着後30分程度のタクシー待ちが生ずることがしばしばとなっている。個人タクシーは黒の車体にクリーム色のトップに塗られている一方、会社に所属するタクシーは、全体を黄色に塗装されているが、いずれもメータータクシーであり、利用においての差はない。香港同様、日本の自動ドアの機能が普及している（しばしば、日本のタクシーの中古車が利用されている）。料金は、マカオにおける他の支払い同様、香港ドルが使用できるが、コインは受け取りを拒否されることがある。広東語のほかは通じにくいため、観光局から、ほとんどのタクシーに普通話、ポルトガル語、英語で主要な行き先が記されたガイドが提供されている。
1970年代まではペディキャブ（自転車タクシー）が主要な交通手段であったが、現在では、フェリーターミナルやリスボアホテル近辺に観光用がわずかに残るのみであり、料金もタクシーより高い。

### 鉄道

現在のマカオLRT路線図および路線案

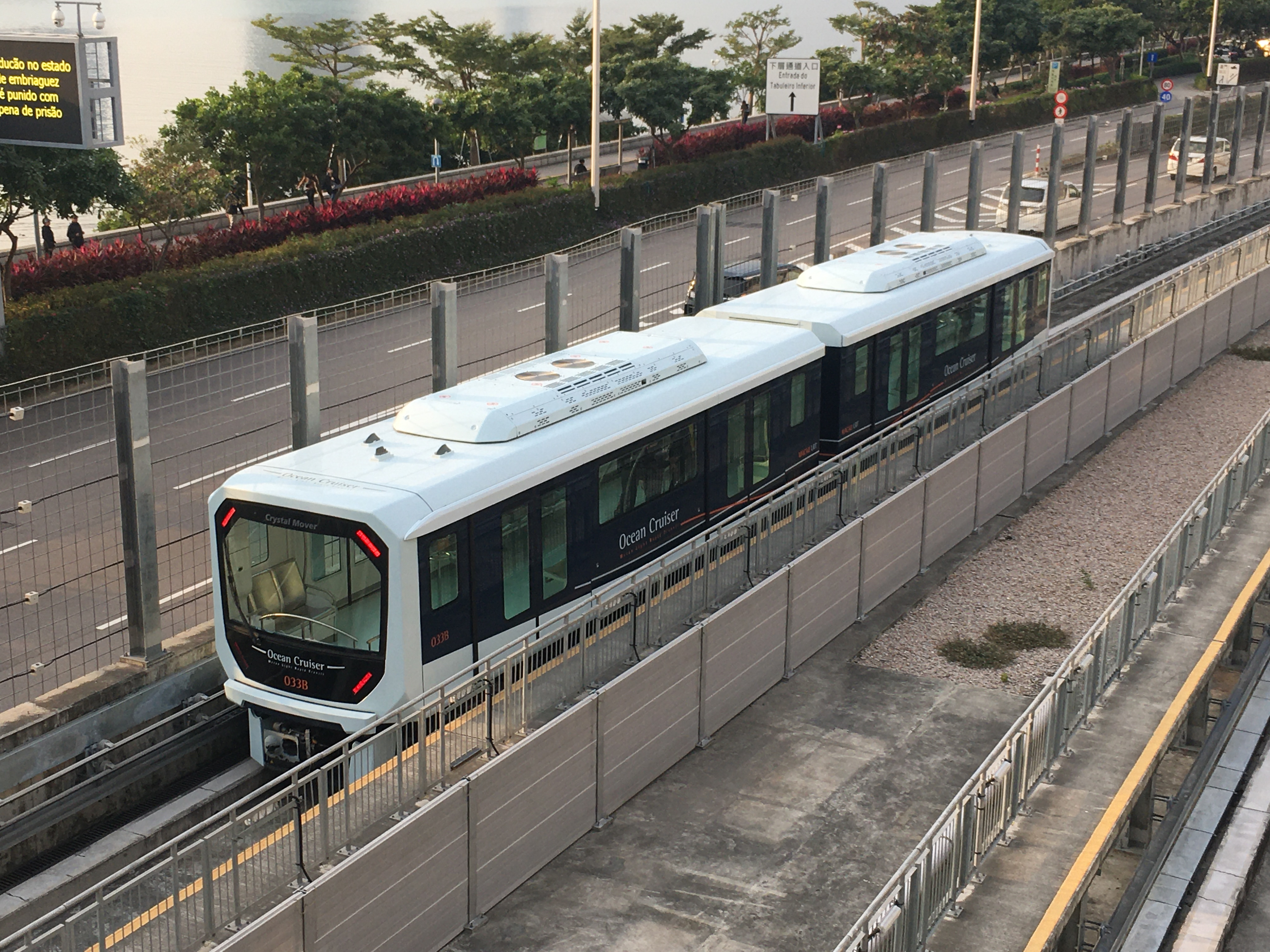
マカオLRTタイパ線

交通渋滞の緩和目的に、市街地は高架軌道、一部を地下トンネルを用いた専用軌道のゆりかもめ型無人走行の新交通システムであるマカオLRT(澳門軽軌)が、2019年にタイパ島のタイパ・フェリーターミナルに接続するタイパ碼頭駅から西湾大橋に接続する海洋駅にかけて供用を開始し、その後、各方面に延伸している。さらに、中華人民共和国との最大の窓口であるボーダーゲート（関閘）から、東岸埋立地を経由し、港珠澳大橋のマカオ側の玄関口である港珠澳大橋澳門辺検大楼と結んで、マカオ空港・タイパ・フェリーターミナルまでの路線が、2028年の完成を目指して建設中である。なお、建設着手当初は、アウター・ハーバー・フェリーターミナルを経由する東海岸側を優先建設とするマカオ半島周回路線が計画されていたが、マカオ半島の居住密集地の土地買収等の困難さや、港珠澳大橋完成によるフェリーターミナルの重要性の低下などから、マカオ半島内の路線については計画が凍結されている。
マカオから中華人民共和国本土への直接乗り入れの計画（広州鉄道または広州珠海城際快速軌道を利用）もあるが、合意の見込みはまだない。
なお、広義の鉄道としては、1997年よりロープウェイである松山覧車が運航されている。

### その他
タイパやコロアネに、観光用のジャンクが供されていて、蛋民により運行されていたが、埋め立てや社会生活の変化により今では見られることはない。

## 域外交通

### 陸上交通

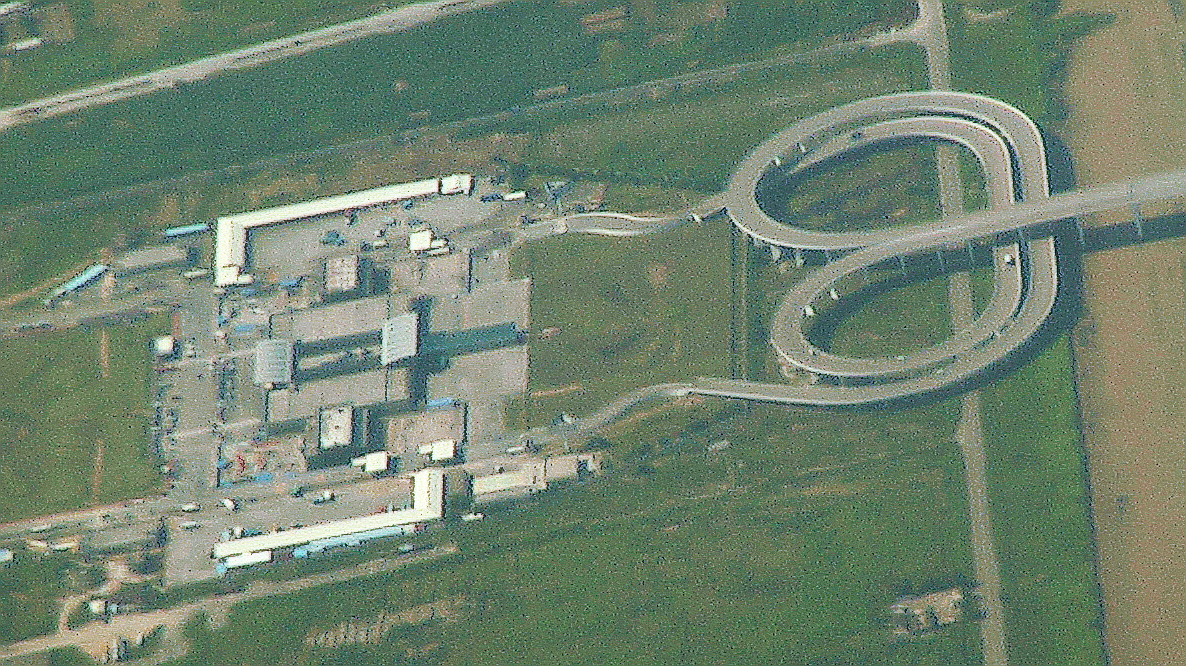
蓮花大橋の先の珠海市横琴新区側の通行方向が変わるアプローチ部

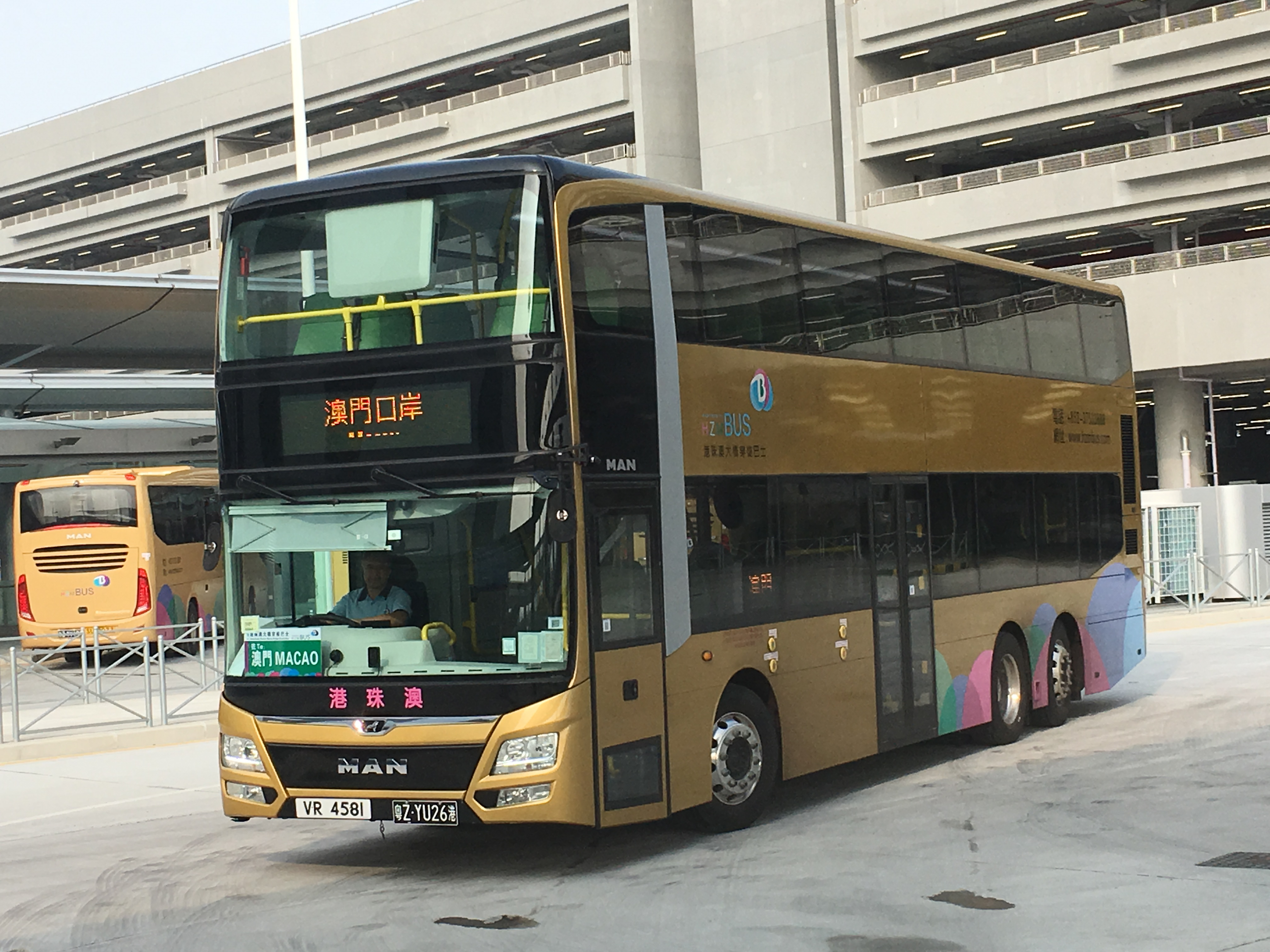
港珠澳大橋のバス

珠海市とは、北部のボーダーゲート（関閘。中華人民共和国側:拱北口岸）およびコタイの蓮花大橋（ロータス・ブリッジ）において、中華人民共和国に陸路を経由し出入域可能である。
ボーダーゲート（関閘）は、マカオがポルトガル植民地となってから2000年に蓮花大橋が架かるまで、中国とマカオの間に唯一開かれた関門であり、現在でも、陸路のほとんどはここを利用しており、2011年には、年間利用者9000万人を数えた。
蓮花大橋は、コタイと珠海市横琴新区を結んで、返還後の2000年に完成した。前述の通り、中華人民共和国は右側通行、マカオ・香港は左側通行であるが、この橋には、通行方向が変わる工夫がなされている。なお、蓮花大橋を渡った大陸側の一画はマカオの行政区画であって、2024年12月2日にマカオLRT(澳門軽軌)の駅が開業している。
香港、珠海市を海上で繋ぐ世界最大級の橋梁港珠澳大橋が2018年完成し、同年10月23日より供用が開始された。世界的な巨大空港である香港国際空港からマカオ側の玄関口である港珠澳大橋澳門辺検大楼まで、バスで45分程度と極めて至便となっている。

### 海上交通

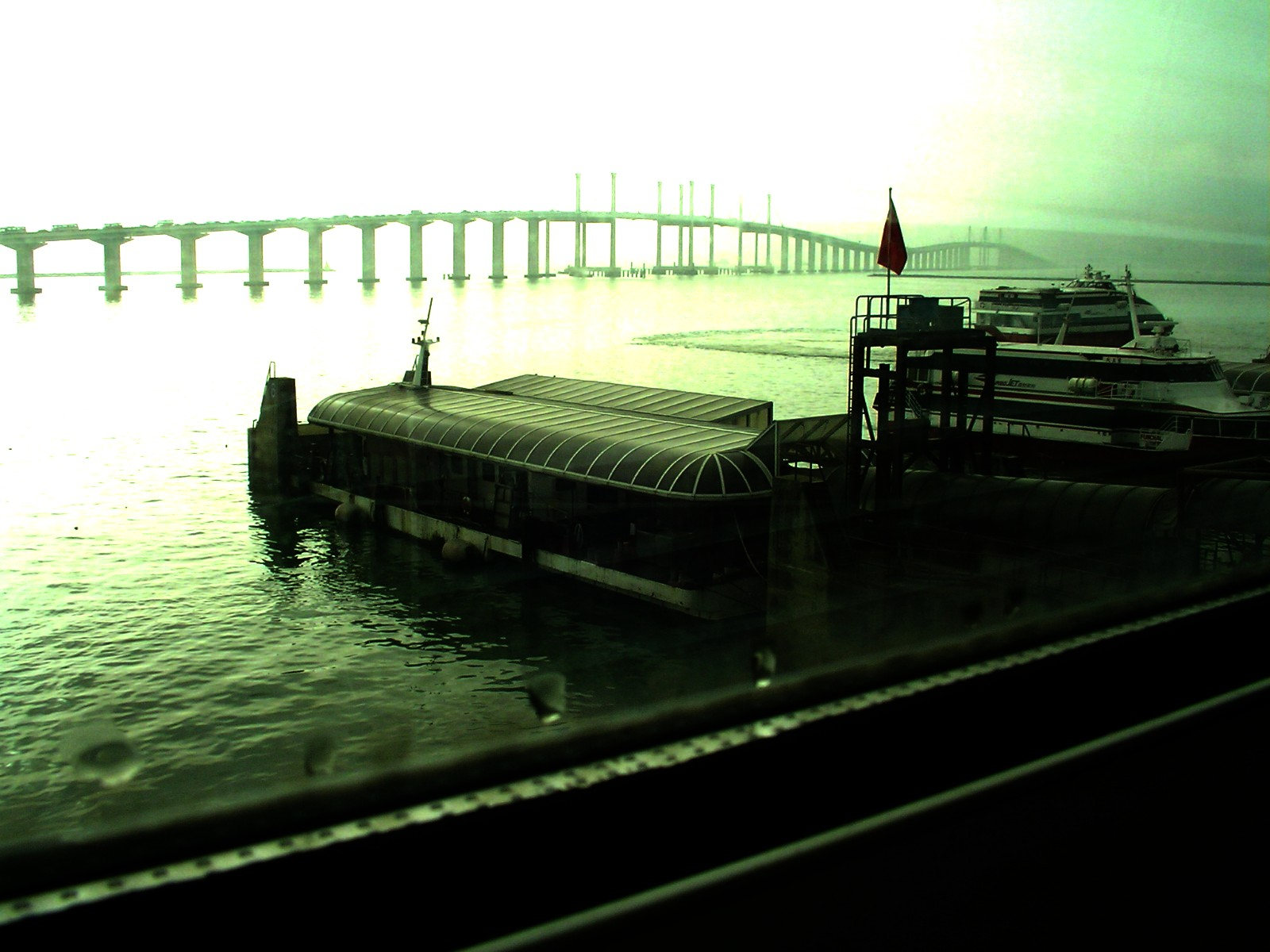
アウター・ハーバー・フェリーターミナル

マカオは、陸地では中華人民共和国とのみ接しており、同国が開放政策をとる以前は、わずかな中華人民共和国の住民を除いて、香港からフェリーがマカオへの唯一と言っていい入域手段であった。
1960年代から、このフェリー事業は「カジノ王」と称されるスタンレー・ホー率いる企業集団である信徳集団に属するTurboJET（噴射飛航）が独占していたが、返還後、カジノ事業同様に外国資本等の参入が促進され、サンズ・マカオ、ザ・ベネチアン・マカオを経営する米系企業ラスベガス・サンズ社の経営するコタイ・ウォーター・ジェットが参入した。
マカオの返還、中華人民共和国の開放政策後にあっても、巨大な国際空港を抱える国際都市香港が、中華人民共和国の住民以外の観光客などの窓口となったため、香港マカオ間の航路は重要性を失わなかった。
2018年、港珠澳大橋の完成によって、中国本土を経由せずにバスなどでの移動ができるようになり、香港在住者や中国以外の観光客にとって、ほぼ唯一と言っていいマカオへの経路ではなくなったが、香港の中心部である香港島北部からマカオに向かう場合には、港珠澳大橋を経由するより、1時間以上短い行程となるので、香港在住者や香港に合わせてマカオに向かう観光客にとって有用性は失われていない。
なお、マカオ半島西岸のマカオ内港から、珠海湾仔街道を3分で結ぶフェリーも就航されている。

#### TurboJET

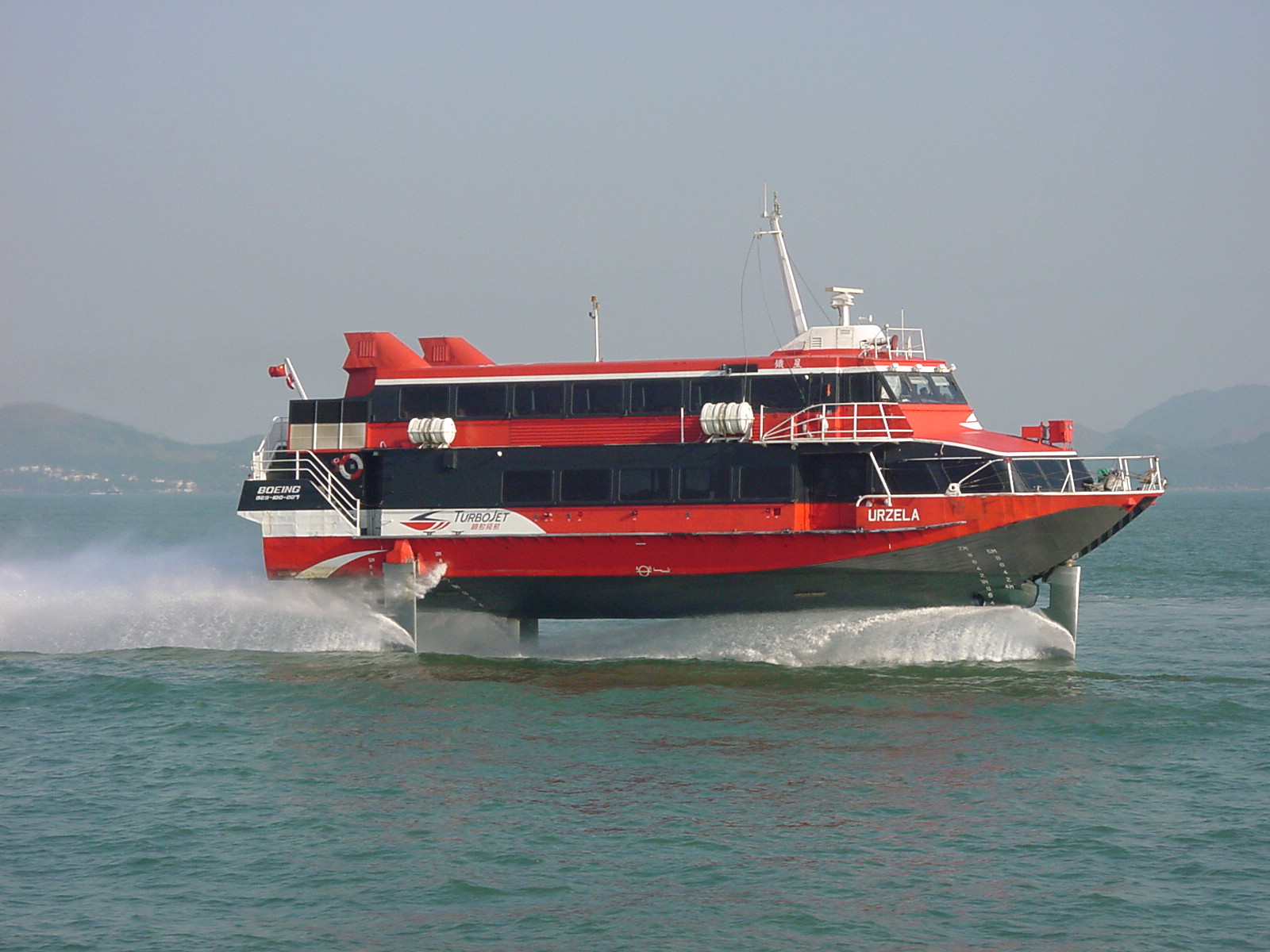
TurboJET社のジェットフォイル (ボーイング929)

マカオ半島に位置するアウター・ハーバー・フェリーターミナルが、海上交通で最大の受け入れ港となっており、かつては、午前7時から深夜0時までは15分毎、その他の深夜帯には平均1時間に1便と1日150便以上の定期航路が就航していたが、港珠澳大橋の完成及びコロナ禍に伴う長期の航行停止から、2024年10月現在タイパ・フェリー・ターミナル就航分と合わせ1日28便程度の就航となっており、深夜帯の運航は休止されている。
主要航路である香港上環の香港・マカオ・フェリー・ターミナルとを結ぶ航路には、高速双胴船（積載員数約400人）とジェットフォイル（積載員数約260人）が供されており、約55分間で両地を結んでいる。また、海上航路ではないが、発着地をフェリーと同じくする定期ヘリコプター航路が、信徳グループにより運航されており、この間を約20分で結んでいる。
その他、深圳市（蛇口クルーズセンター・深圳宝安国際空港）、広州市との間にも定期航路を運航している。また、尖沙咀との間の航路を運航していたファーストフェリーは、現在、TurboJETの傘下にある。
マカオ-香港国際空港路線のサービスを有しており、この路線を利用すると、上記マカオ-香港路線と異なり、香港に到着した旅客は、香港での入出国手続きを経ることなくマカオに入国でき、逆の経路においては、マカオにてチェックイン後（多くは香港国際空港到着後のチェックインとはなるが）、香港への入出国手続きを経ることなく香港国際空港経由で帰国することができる。かつては毎日6便程度の就航があったが、港珠澳大橋完成後、料金・所要時間とも競争力を大きく失ったため週1便の運航を残すのみとなっている。

#### コタイ・ウォーター・ジェット
コタイ・ウォーター・ジェット社の主要航路は、2017年5月18日に開業となりアウター・ハーバー・フェリーターミナルへの海上交通の一部が移転されたタイパ・フェリーターミナルであり、1日24往復の便を運行させている、かつては香港・マカオ・フェリー・ターミナルとアウター・ハーバー・フェリーターミナルを結ぶ航路およびタイパ・フェリーターミナルと香港国際空港を結ぶ航路も運行していたが、2024年10月現在休航されている。
タイパ・フェリー・ターミナルは、2017年5月18日に開業となり、アウター・ハーバー・フェリーターミナルへの海上交通の一部が移転されたものであるが、マカオ国際空港に隣接しており同空港利用者と香港国際空港のハブとして機能することが期待されている。

### 航空

#### マカオ国際空港

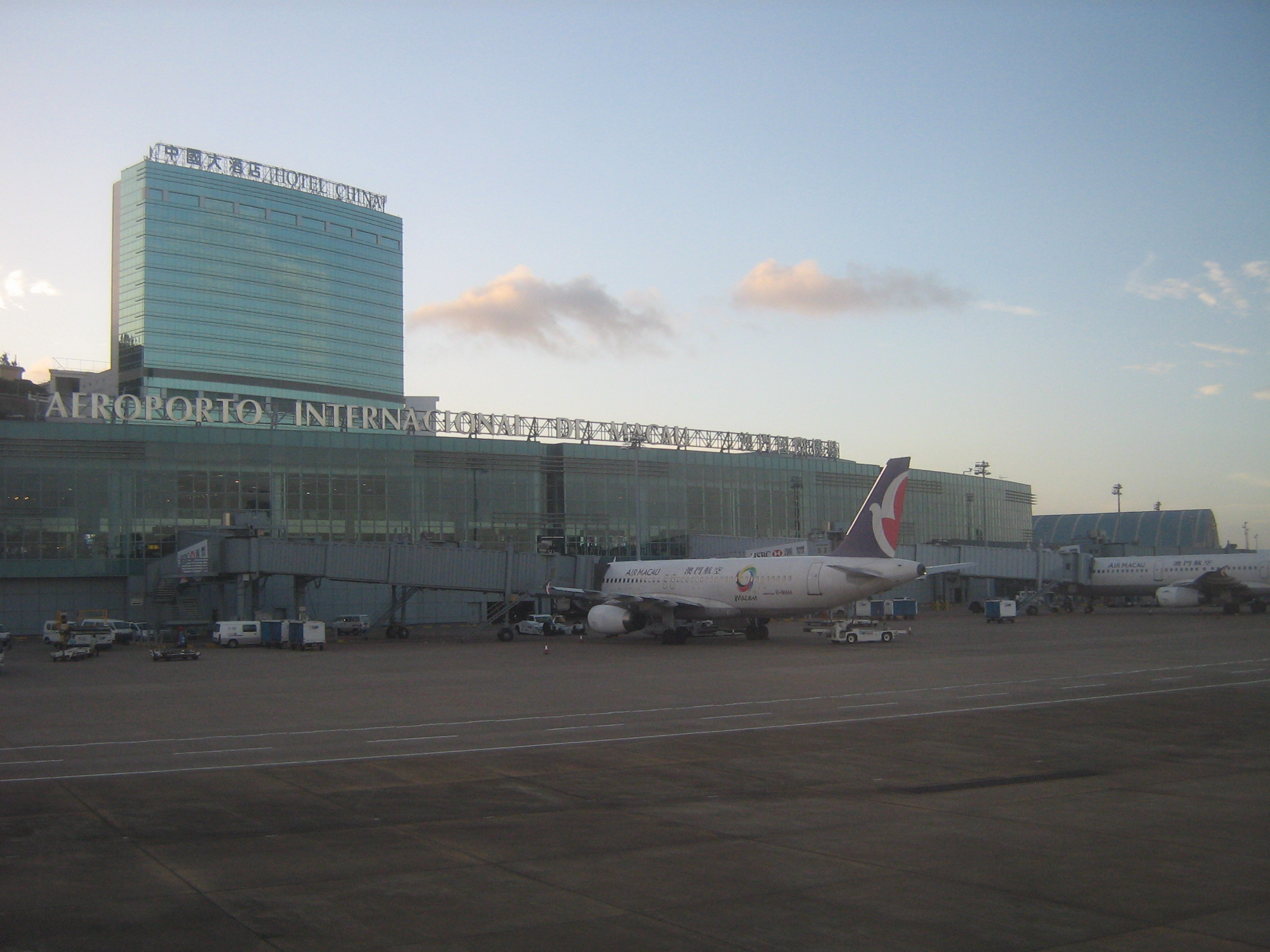
マカオ国際空港

タイパに位置するマカオ国際空港を通じて、国際航空サービスが供されている。1995年開港以来、東アジア各都市への定期便を就航させている。就航都市には、北京、上海、台北、高雄、クアラルンプール、マニラ、東京、大阪、ソウル、バンコク、シンガポール等がある。
陸上経由で中華人民共和国に入国しようとする旅行者は、「Two Customs, One Checkpoint」サービスを享受することができる。旅行者はチェックイン時に航空会社のカウンターでエクスプレス·リンクのサービスを申し出れば、マカオ国際空港に到着したとき、単に "エクスプレス·リンク"の指示に従い、「AIR-TO-LAND Flow Express Bus」に乗り込むことで、中国本土の国境に到達するまで、マカオの入国審査と税関のチェックポイントが免除される。
駐機料金が比較的低く、カジノ景気による事業機会により、この空港は、エアアジア、タイガー・エア等アジア系のLCCに人気であり、これらの航空会社のハブ空港の様相を呈しつつあり、マカオのフラッグ・キャリアであるマカオ航空、台湾の航空会社エバー航空等の旧来から利用していた航空会社は厳しい競争を強いられている。

#### マカオヘリポート
アウター・ハーバー・フェリーターミナルは、５基のヘリパッドを有し、空中快線（スカイシャトル）が、ヘリコプターによる、信徳センターおよび深圳宝安国際空港への、最大積載員数12名、飛行時間約16分の定期便を毎日5、6便を運航している。